# 香港水上的士航線
水上的士航線（英語：Water taxi），是香港一條橫渡維多利亞港的觀光小輪航線，來往九龍啟德跑道公園旁的公眾碼頭及油麻地避風塘梯台，途經紅磡碼頭、尖沙咀東公眾碼頭及中環碼頭。此航線乃是香港首個以「水上的士」模式營運的水上交通，旅客能在船上觀賞維多利亞港兩岸的景色。

## 歷史

### 初期構思
2001年，香港政府首次提出設立水上的士的提議。在《香港仔港灣專題研究》中，政府提出設立水上的士航線連繫維港內的景點，當中航線的停站點與現時落實的方案完全一樣。2003年，當時規劃署的《都會計劃檢討》報告中，提及設立「水上巴士」（Water Bus）作為吸引旅客的特色交通工具。其後，發展局聯同海事處及運輸署在2012年撰寫報告，初步探討開辦水上的士的可能性。在報告中，政府探討各地的水上的士營運案例，並指出各地並沒有明確的水上的士營運模式規範，例如船隻大小、服務範圍和票價等都不同。政府同時考慮維港的船運及洋流情況，指出使用船體過小的船隻會令船隻十分顛簸，因而建議採用較大型的船隻作航線之用。2017年，商務及經濟發展局發表《香港旅遊業發展藍圖》，提出未來五年的短期至長期的旅遊項目及措施，當中即包括提議開辦水上的士服務。

### 航線落實與方案修改
2018年8月下旬，運輸署開展為期一個月的表達意向期限，邀請營運商就營辦兩條新航線遞交競投興趣表達書，當中包括水上的士航線，及2011年停辦的紅磡至中環航線。該署提出開辦水上的士之原因，旨在加強連接維港兩岸的多個地點，以及回應坊間希望引入水上的士的建議。當時，運輸署提出的招標條件除繳交航線營運詳情外，有意營辦航線的公司亦須呈交紅磡（南）碼頭（引入商業元素以提升紅磡海濱活力）及中環八號碼頭西面泊位的美化方案，以及使用較環保船隻的建議。籌備期結束後，一共有兩間有意營辦航線的公司遞交意向書。運輸署在收到表達書後檢視內容，並準備諮詢持份者以詳細規劃具體服務方案。
由於當時已有報道指出業界對開辦兩條航線的反應冷淡，九龍城區議會議員鄺葆賢更指出其中一間入標公司珊瑚海船務的船隻座位未達運輸署要求。運輸署在檢視表達書內容及諮詢航運業界意見後，決定放寬兩航線基本服務要求以吸引營辦商投標。在新方案中，該署調整水上的士的營運時間，不再要求至少每45分鐘開出一班船，而是只要求每日至少提供3班船，當中1班必須在晚上7時或以後由啟德出發，讓乘客觀看維港夜景；另外，處方亦不再限制船隻之載客量。
運輸署在修改服務要求後，於2019年12月正式招標航線的營辦商。當時，政府除前述之要求外，加入航線智能化的要求，包括提供渡輪航線實時到達時間及在指定碼頭及渡輪上提供免費WiFi上網服務。

### 開辦航線
2020年3月，政府公佈水上的士航線及紅磡至中環航線由富裕小輪投得，營辦期為五年。由於路線原有的循環點西九文化區南邊的公眾登岸梯級尚未竣工，路線開辦初期將改用位於西側的油麻地避風塘一號或二號梯台上落客。當時預計於2020年第四季投入服務。
運輸署公佈，水上的士由2021年7月起投入服務，初期只以試辦形式提供「紅磡─尖沙咀東─中環（循環線）」短途服務，逢星期六晚上七時二十分開出一班，由紅磡（南）渡輪碼頭開出，全程航行時間約七十分鐘；此外，為慶祝香港特別行政區成立24周年，營辦商會於七月一日提供一個特別班次，於晚上七時二十分在紅磡（南）渡輪碼頭開出。
為配合M+博物館開幕，水上的士由2021年11月12日起試辦「中環-西九-尖東-中環」新短途服務，逢星期日及公眾假期提供服務。

## 航線

### 船隻

水上的士航線路線圖，虛線為西九文化區南公眾登岸梯級啟用後的正式航線

行駛水上的士航線的船隻，設有冷氣設備，以及提供洗手間、行李架、哺乳室及高背軟墊座位。同時，為方便旅客了解沿線特色景點，船上設有三語語音導覽服務。

### 航線詳情
乘客可在水上的士行經的五個站點（西九龍、中環、尖沙咀東、紅磡及啟德）之間自由上落（或稱隨上隨落），沒有硬性規定乘客的乘搭區間。
而水上的士航線規定每星期最少需開辦一班短途線，在下午5時由灣仔公眾碼頭經紅磡開往尖沙咀東。
同時，港府亦特意為航線增加路牌，為駕駛人士及行人提供指引前往航線的登船地點，該等路牌以代表旅遊景點的啡色作為底色。

## 收費
|                                   | 成人    | 小童   |
| --------------------------------- | ------- | ------ |
| 全程（啟德 → 油麻地）             | $136    | $68    |
| 分段（兩個站點之間）              | $10－24 | $5－12 |
| 短途線全程（灣仔 → 尖東，經紅磡） | $24     | $12    |
| 短途線分段（兩個站點之間）        | $10－14 | $5－7  |
| 日票                              | $136    | $68    |
| 往返票                            | $68     | $34    |

出處：

## 時間表
| 由紅磡開出 | 由紅磡開出 |
| 逢星期六   | 逢星期六   |
| ---------- | ---------- |
| 19:20      |            |

出處：

## 航行時間
全程（來往啟德及西九龍）航行時間為110分鐘，短途線（由灣仔往尖沙咀東，經紅磡）航行時間為28分鐘。

## 外部連結
- 新聞公報：運輸署公布「中環──紅磡」及「水上的士」渡輪服務招標結果（页面存档备份，存于）
- 香港水上的士官方網站 （页面存档备份，存于）